# Džemal Carlija
Džemal Carlija (1955. január 6. –) bosznia-hercegovinai nemzetközi labdarúgó-játékvezető.

## Pályafutása

### Nemzeti játékvezetés
1994-ben lett az I. Liga játékvezetője. Az aktív nemzeti játékvezetéstől 2000-ben vonult vissza.

### Nemzetközi játékvezetés
A Bosznia-hercegovinai labdarúgó-szövetség Játékvezető Bizottsága (JB) terjesztette fel nemzetközi játékvezetőnek, a Nemzetközi Labdarúgó-szövetség (FIFA) 1996-tól tartotta nyilván bírói keretében. Több nemzetek közötti válogatott és klubmérkőzést vezetett. A Bosznia-hercegovinai nemzetközi játékvezetők rangsorában, a világbajnokság-Európa-bajnokság sorrendjében többedmagával a 4. helyet foglalja el 1 találkozó szolgálatával. Az aktív nemzetközi játékvezetéstől 2000-ben a FIFA 45 éves korhatárát elérve búcsúzott. Válogatott mérkőzéseinek száma: 2.

#### Világbajnokság
A világbajnoki döntőhöz vezető úton Dél-Koreába és Japánba a XVII., a 2002-es labdarúgó-világbajnokságra a FIFA JB bíróként alkalmazta.

##### Selejtező mérkőzés
| Időpont          | Helyszín                         | Mérkőzés típusa           | Mérkőzés       | Eredmény | Nézők száma |
| ---------------- | -------------------------------- | ------------------------- | -------------- | -------- | ----------- |
| 2000. október 7. | Georgi Asparuhov Stadion, Szófia | előselejtező (3. csoport) | Bulgária–Málta | 3 – 0    | 3000        |

#### Nemzetközi kupamérkőzések

##### Intertotó-kupa
| Időpont          | Helyszín             | Mérkőzés típusa             | Mérkőzés                               | Eredmény |
| ---------------- | -------------------- | --------------------------- | -------------------------------------- | -------- |
| 1999. június 26. | Népstadion, Budapest | előselejtező (első forduló) | Budapesti Vasas SC–RFC Union Luxemburg | 4 – 0    |

## Magyar vonatkozás
A félidőben félbeszakadt.
| Időpont            | Helyszín                           | Mérkőzés típusa              | Mérkőzés               | Eredmény | Nézők száma |
| ------------------ | ---------------------------------- | ---------------------------- | ---------------------- | -------- | ----------- |
| 2000. november 15. | Gradski stadion u Poljudu, Szkopje | felkészülési (747. mérkőzés) | Macedónia–Magyarország | 0 – 1    | 4000        |